# Nusbaum
Pour les articles homonymes, voir Nusbaum (homonymie).
Nusbaum est une municipalité allemande située dans le land de Rhénanie-Palatinat et l'arrondissement d'Eifel-Bitburg-Prüm.